# Campanula ptarmicifolia
Campanula ptarmicifolia är en klockväxtart som beskrevs av Jean-Baptiste de Lamarck. Campanula ptarmicifolia ingår i släktet blåklockor, och familjen klockväxter.

## Underarter
Arten delas in i följande underarter:
- C. p. capitellata
- C. p. ptarmicifolia